# Amata calidupensis
Amata calidupensis là một loài bướm đêm thuộc phân họ Arctiinae, họ Erebidae.